# 22830 Тінкер
22830 Тінкер (22830 Tinker) — астероїд головного поясу, відкритий 7 вересня 1999 року.
Тіссеранів параметр щодо Юпітера — 3,200.